# اوستروبوتنیا

موقعیت اوستروبوتنیا در فنلاند

اوستروبوتنیا (سوئدی: Österbotten; فنلاندی: Pohjanmaa) یکی از منطقه‌های فنلاند است که هم‌مرز با منطقه‌های اوستروبوتنیای مرکزی، اوستروبوتنیای جنوبی و ساتاکونتا است. این منطقه یکی از ۴ منطقه‌ای است که استان تاریخی اوستروبوتنیا را تشکیل می‌دهند. 